# Hieracium aragonense
Hieracium aragonense es una especie de planta con flor del género Hieracium, de la familia Asteraceae, orden Asterales.

## Distribución
Hieracium aragonense se distribuye por España.

## Taxonomía
Fue descrita científicamente por Scheele. Fue publicada en Linnaea 32: 667 (1864).